# Ivan Lendrić
Ivan Lendrić (Solin, Croacia, 8 de agosto de 1991) es un futbolista croata que juega como delantero y su equipo es el CS Avion de la Championnat National 3.

## Selección nacional
Ha sido internacional con la selección de fútbol sub-21 de Croacia.

### Participaciones en Copas del Mundo
| Mundial                     | Sede     | Resultado    | Partidos | Goles |
| --------------------------- | -------- | ------------ | -------- | ----- |
| Copa Mundial Sub-20 de 2011 | Colombia | Primera fase | 3        | 1     |

## Clubes
| Club                                | País                 | Año             |
| ----------------------------------- | -------------------- | --------------- |
| H. N. K. Hajduk Split               | Croacia              | 2010            |
| H. Š. K. Zrinjski Mostar            | Bosnia y Herzegovina | 2010-2011       |
| H. N. K. Hajduk Split               | Croacia              | 2011-2012       |
| S. V. Zulte Waregem                 | Bélgica              | 2012-2013       |
| N. K. Lokomotiva Zagreb             | Croacia              | 2013-2014       |
| Kapfenberger S. V.                  | Austria              | 2014            |
| F. C. Südtirol                      | Italia               | 2014-2015       |
| N. K. Celje                         | Eslovenia            | 2015            |
| F. C. Milsami Orhei                 | Moldavia             | 2015            |
| A. O. Kerkyra                       | Grecia               | 2015-2016       |
| F. K. Željezničar Sarajevo          | Bosnia y Herzegovina | 2016-2017       |
| R. C. Lens                          | Francia              | 2017-2018       |
| N. K. Olimpija Ljubljana            | Eslovenia            | 2018            |
| F. C. Hermannstadt                  | Rumania              | 2019            |
| H. Š. K. Zrinjski Mostar            | Bosnia y Herzegovina | 2019            |
| F. K. Željezničar Sarajevo          | Bosnia y Herzegovina | 2020-2021       |
| Nea Salamis Famagusta               | Chipre               | 2021-2022       |
| F. C. Tsarsko Selo Sofia            | Bulgaria             | 2022            |
| K. Rupel Boom F. C.                 | Bélgica              | 2022-2023       |
| Nogometni Klub Hrvatski Dragovoljac | Croacia              | 2023-2024       |
| CS Avion                            | Francia              | 2024-actualidad |